# زاراخ ایلیف
زاراخ ایلیف (انگلیسی: Zarakh Iliev؛ زادهٔ ۸ سپتامبر ۱۹۶۶) کارآفرین و سرمایه‌دار اهل روسیه است. وی مالک هتل اوکراین می‌باشد.